# Aljaksandr Kazulin
Aljaksandr Uladzislavavič Kazulin (in bielorusso Аляксандр Уладзіслававіч Казулін?; Minsk, 25 novembre 1955) è un politico bielorusso.
È sposato ed ha due figlie. È uno dei principali oppositori del presidente Aljaksandr Lukašėnka.
Dopo la laurea con lode in matematica (Facoltà di Matematica e Meccanica), è rimasto all'Università statale della Bielorussia, dove ha insegnato nella stessa facoltà, ed ha presieduto l'organismo che organizza i corsi di pre-ammissione. La sua formazione si è conclusa con il dottorato.
La sua carriera politica è stata brillante: nel 1988, a soli 33 anni, è stato nominato Ministro dell'Istruzione della Repubblica socialista sovietica bielorussa. Successivamente, dal 1996 al 2003, è stato rettore dell'Università statale della Repubblica bielorussa. Anche nel periodo dal 1998 al 2001 ha fatto parte della compagine di governo con il presidente Aljaksandr Lukašėnka, che solo in un secondo tempo rende bersaglio di pesanti attacchi personali. Nel 2003 Lukašėnka lo faceva dimettere dalla carica di rettore per un sospetto caso di furto d'oro ai danni dell'Università. Il successivo procedimento giudiziario dimostra la sua estraneità ai fatti.
Nel 2005 Kazulin ha deciso di dedicarsi alla politica a tempo pieno. Ha conquistato la presidenza del Partito Socialdemocratico (Hramada), il terzo partito d'opposizione per numero di consensi. 
Nel 2006 si è candidato alla presidenza della repubblica. Le elezioni presidenziali del 19 marzo 2006 sono stravinte da Lukašėnka con l'82,6% di voti contro il 6% di Aljaksandr Milinkevič candidato per le Forze Democratiche Unite della Bielorussia, il 3,5% di Sjarhej Hajdukevič del Partito Liberal Democratico e solo il 2,3% di Kazulin. Il 25 marzo Kazulin è fra gli organizzatori di una manifestazione di protesta in cui si accusa il governo di aver falsificato i voti. La manifestazione viene repressa dalla polizia e lo stesso Kazulin viene trattenuto in stato di fermo.
Il 13 luglio 2006 Kazulin è stato condannato a 5 anni e mezzo di reclusione per disordine pubblico e incitamento alla rivolta di massa. 
Il 21 settembre Kazulin ha cominciato uno sciopero della fame ad oltranza, in opposizione alla condanna. 
Nel febbraio 2008 Kazulin ha ottenuto il permesso di uscire dal carcere per recarsi al funerale della moglie. Il 16 agosto dello stesso anno è stato liberato.